# Хухрянська волость
Хухрянська волость — історична адміністративно-територіальна одиниця Охтирського повіту Харківської губернії із центром у слободі Хухра.
На 1862 рік до складу волості входили:
- слобода Хухра
- хутір Дружба

Станом на 1885 рік — складалася з 15 поселень, 5 сільських громад. Населення  — 5495 осіб (2836 осіб чоловічої статі та 2659 — жіночої), 1054 дворових господарств.
|                     | Площа, десятин | У тому числі орної, дес. |
| ------------------- | -------------- | ------------------------ |
| Сільських громад    | 8109           | 5979                     |
| Приватної власності | 8460           | 3471                     |
| Іншої власності     | 433            | 142                      |
| Загалом             | 17002          | 9592                     |

Основні поселення волості станом на 1885:
- Хухра — колишня державна слобода при річці Хухра за 12 верст від повітового міста, 2447 осіб, 570 дворів, 2 православні церкви, школа, аптека, поштова станція, лавки, базари по неділях, 3 ярмарки на рік.
- Журавне — колишнє власницьке село при річці Ворскла, 1185 осіб, 221 двір, православна церква, 2 лавки.
- Лутища — колишнє власницьке село при річці Ворскла, 641 особа, 88 дворів, православна церква, паровий млин, винокурний завод.

Найбільші поселення волості станом на 1914 рік:
- слобода Хухра — 5055 мешканців.
- село Лутища — 1358 мешканців.
- село Журавне — 1852 мешканців.

Старшиною волості був Журило Онисій Лукич, волосним писарем — Котелевець Єремій Петрович, головою волосного суду — Хоменко Костянтин Пантелійович.